# Czertezik

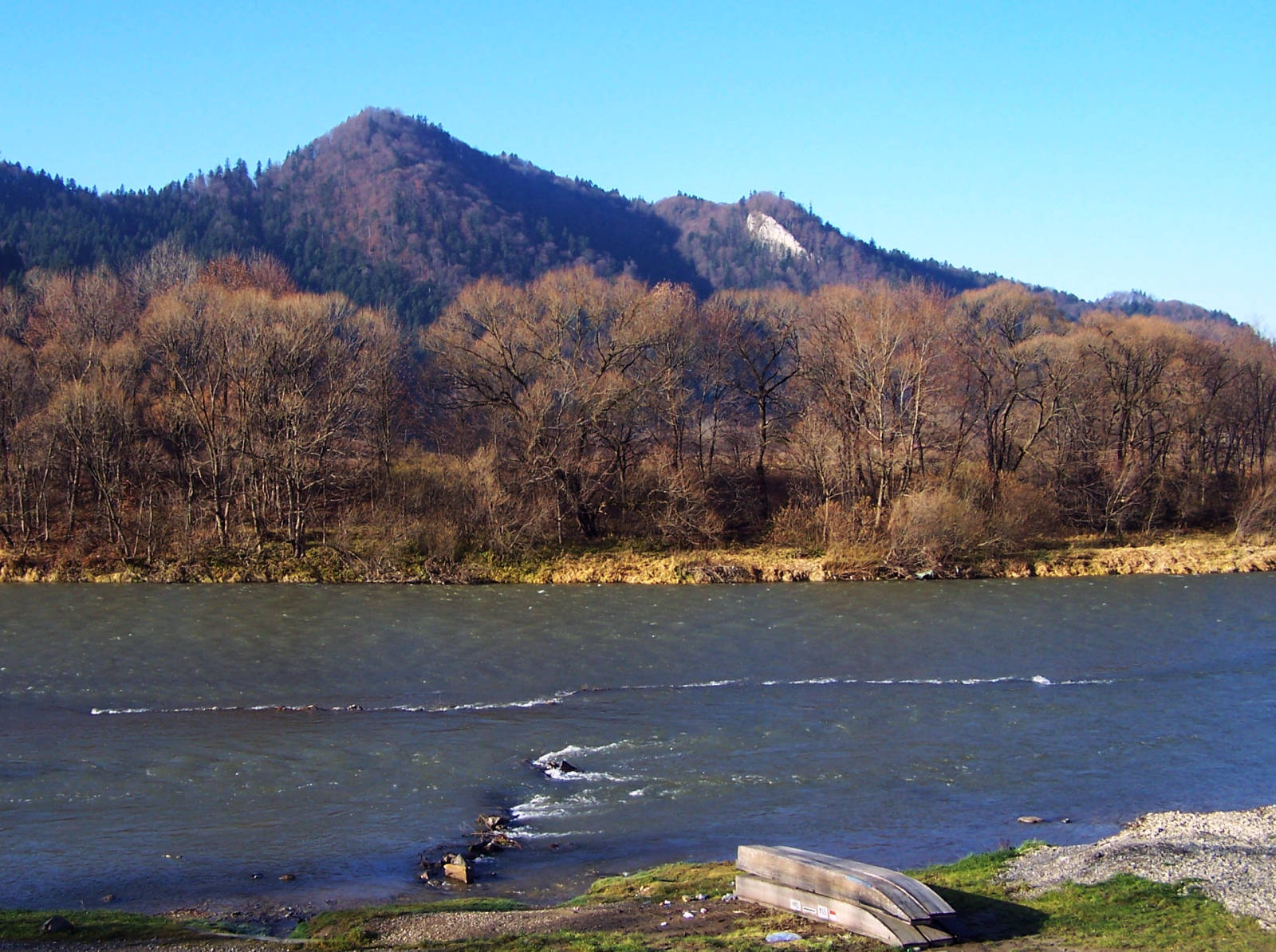
Blick vom Pieninenweg

Der Czertezik ist ein Berg in den polnischen Pieninki, einem Gebirgszug der Pieninen, mit 772 Metern Höhe. Sein Gipfel ist bewaldet und er liegt auf dem Höhenweg Sokola Perć.

## Lage und Umgebung
Der Czertezik liegt im Hauptkamm der Pieninen. Südöstlich des Gipfels liegt der Dunajec-Durchbruch, nördlich liegt das Tal der Krośnica. 

## Etymologie
Der Name lässt sich als Kleine Rodung übersetzen und ist lemkischen Ursprungs. Er rührt von dem nahe gelegenen höheren Czerteż.

## Tourismus
Der Gipfel liegt im Pieninen-Nationalpark. Es führen mehrere markierte Wanderwege auf den Gipfel.

### Routen zum Gipfel
- ▬ der blau markierte Kammweg von Czorsztyn über die Czorsztyner Pieninen, das Drei-Kronen-Massiv auf den Gipfel des Czerteż und hinab zum Fluss Dunajec zur Überfahrt Nowy Przewóz nach Szczawnica.
- ▬ ein grün markierter Wanderweg von Krościenko nad Dunajcem über die Kapelle Kapliczka św. Kingi auf den Bergpass Przełęcz Sosnów und dort über den blau markierten Kammweg.